# Station Orgéo-Gribomont
Station Orgéo-Gribomont is een voormalig spoorwegstation aan spoorlijn 163A op de grens van Orgéo, een deelgemeente van de Belgische gemeente Bertrix, en Gribomont een plaatsje in de Belgische gemeente Herbeumont. Het station met de telegrafische code GEO opende op 25 augustus 1914 en sloot voor reizigers op 1 februari 1959 en voor goederen op 26 maart 1969.
1,9: Orgéo-Gribomont ·
5,5: Orgéo-Ardoisières ·
9,4: Cugnon-Mortehan ·
12,5: Herbeumont ·
18,4: Sainte-Cécile ·
24,6: Muno